# NGC 3163
NGC 3163 é uma galáxia elíptica (E-S0) localizada na direcção da constelação de Leo Minor. Possui uma declinação de +38° 39' 10" e uma ascensão recta de 10 horas, 14 minutos e 07,1 segundos.
A galáxia NGC 3163 foi descoberta em 17 de Março de 1787 por William Herschel.